# やがて青空
『やがて青空』（やがてあおぞら）は、1955年の日本映画。

## 上映データ
| 公開日 上映時間 | 1955年（昭和30年）                            | 10月18日                                      | 日本                                          | 89分                                          |
| サイズ          | モノクロ                                      | スタンダード                                  |                                               |                                               |
| 同時上映        | 『船場の娘より 忘れじの人』（監督：杉江敏男） | 『船場の娘より 忘れじの人』（監督：杉江敏男） | 『船場の娘より 忘れじの人』（監督：杉江敏男） | 『船場の娘より 忘れじの人』（監督：杉江敏男） |

## キャスト

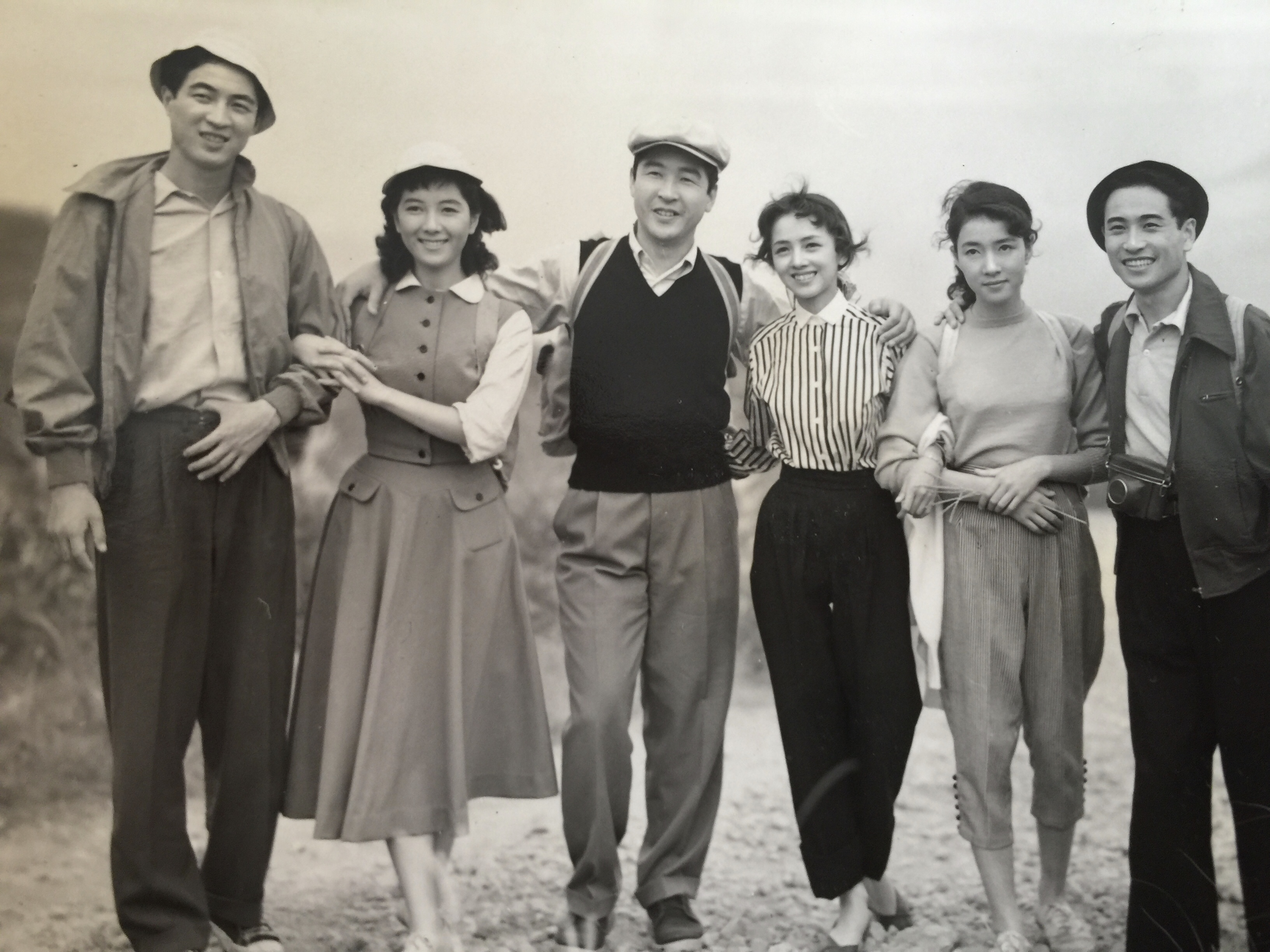
映画の場面

- 岩谷鉄夫：小林桂樹
- 飛田いづみ：桂木洋子
- 飛田真平：斎藤達雄
- 飛田こと：沢村貞子
- 飛田喬夫：太刀川洋一
- 飛田トモ子：松島トモ子
- 飛田やす：浪花千栄子
- 須藤かおる：白鳩真弓
- 山田ひさ子：清水谷洋子
- 大熊：天津敏
- 秋田：伊藤亮英
- 水谷：加藤春哉
- 石井：沖啓二
- 横寺：恵三千子
- 長島：田辺元
- 藤村俊太郎：舟橋元
- 力道山

## スタッフ
| 製作         | 三輪礼二                     |
| 原作         | 北條誠                       |
| 脚本         | 笠原良三                     |
| 音楽         | 服部良一                     |
| 撮影         | 三村明                       |
| 美術         | 島康平                       |
| 録音         | 西尾昇                       |
| 照明         | 今泉千仞                     |
| チーフ助監督 | 鈴木荘蔵                     |
| 製作担当者   | 大久保欣四郎                 |
| 監督助手     | 小林千種、松本昭三、小島四郎 |
| 照明助手     | 森康、榊原洋之助             |
| スプリクター | 紀志一子                     |
| 音楽事務     | 貝山智宏                     |
| 経理担当     | 塚原龍二                     |
| 宣伝係       | 加藤勝二、長崎義忠           |
| 製作係       | 北沢勇                       |
| 監督         | 小田基義                     |
| 制作         | 東京映画                     |
| 配給         | 東宝                         |